# Ecce Homo (El Bosco, Fráncfort)
Ecce Homo es un cuadro del pintor flamenco El Bosco, ejecutado en óleo sobre tabla de roble y que mide 75 centímetros de alto por 61 cm de ancho.
Como las demás obras del Bosco, carece de datación unánime. Se considera que pertenece a la etapa juvenil del pintor. La fecha que suele darse es hacia 1476 o después. No obstante, Cinotti lo fecha en el periodo 1480-1485. Peter Klein, partiendo de análisis técnicos (dendrocronológicos, etc.), ha concluido que es una obra juvenil segura del Bosco, junto a las Tentaciones de san Antonio del Museo del Prado y la Adoración de los Reyes de Nueva York. Bernard Vermet (2001) considera que es la única autógrafa de la etapa juvenil del Bosco y la data hacia 1476 o después. A su juicio, presenta una serie de afinidades iconográficas, dimensiones y datación de la madera con la Adoración de los Reyes de Nueva York que le hacen pensar en que formaban parte de un ciclo sobre la vida de Jesucristo.
La versión original está en el Museo Städel de Fráncfort del Meno (Alemania); hay una copia en Museo de Bellas Artes de Boston.
No debe confundirse con el Ecce Homo de un tardío imitador del Bosco, pintado no antes de 1557 y que actualmente se encuentra en el Museo de Arte de Filadelfia (Estados Unidos).

## Historia
Este cuadro estuvo en la colección Maeterlinck de Gante. Fue expuesto en Brujas en 1902. Pasó a la colección R. von Kaufmann de Berlín. Fue vendido en subasta en 1917 y comprado por el Instituto Städel de Fráncfort del Meno, donde se exhibe actualmente.

## Análisis
Sobre un edificio en alto se encuentra Jesucristo flagelado, cubierto de sangre. Junto a él está Pilatos. Las dos figuras están enfrentadas, destacándose contra la pared, uno compuesto y resignado, el otro vestido a la oriental mientras mira con desprecio. El Jesucristo ensangrentado sigue los modelos de los grabados.
En la parte inferior se encuentra la muchedumbre, armada con puñales y alabardas, con rostros grotescos. A la izquierda pueden reconocerse en parte a los donantes que casi han desaparecido. La vista de la ciudad al fondo está construida sin un uso coherente de la perspectiva, de tal manera que el primer plano no se distingue del fondo.
Distintos historiadores del arte han buscado posibles influencias para esta obra. Algunos hablan de una posible influencia leonardesca; Ch. de Tolnay se ha referido al Maestro de Flémalle y sus Desposorios de la Virgen (Museo del Prado); Combe recuerda una xilografía anónima de mediados del siglo XV y del grabado «Ecce Homo» de Martin Schongauer del Gabinete de Estampas de Bruselas. Roggen (1936) considera que la inspiración fueron las máscaras-caricatura de piel que la gente lucía en las procesiones de Bolduque.